# Gyűrűs galaxis

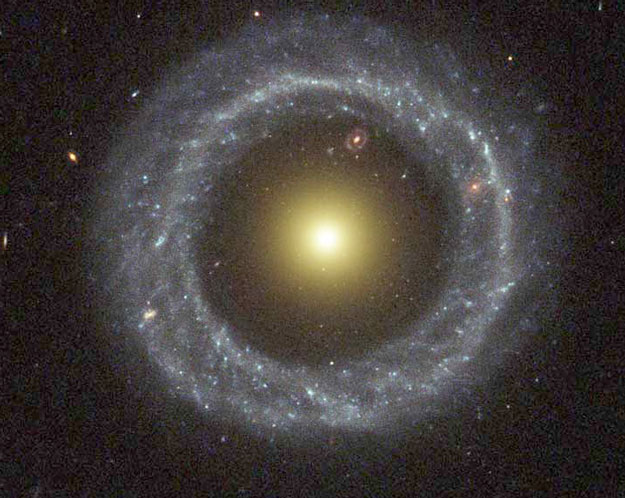
Hoag galaxisa, gyűrűs galaxis

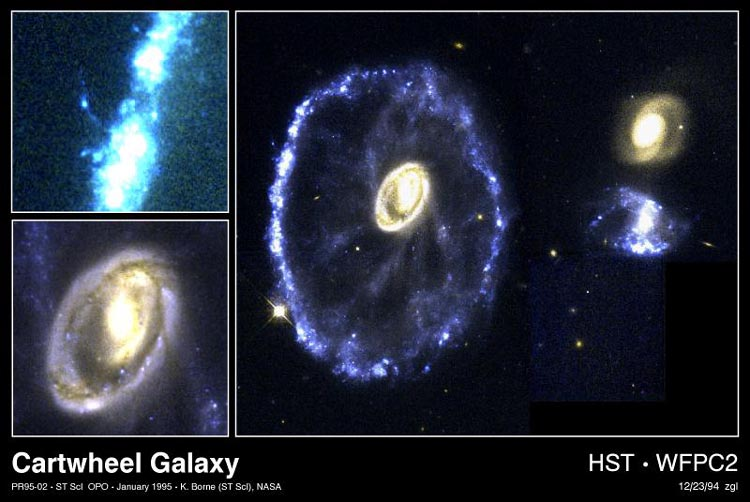
A Kocsikerék-galaxis

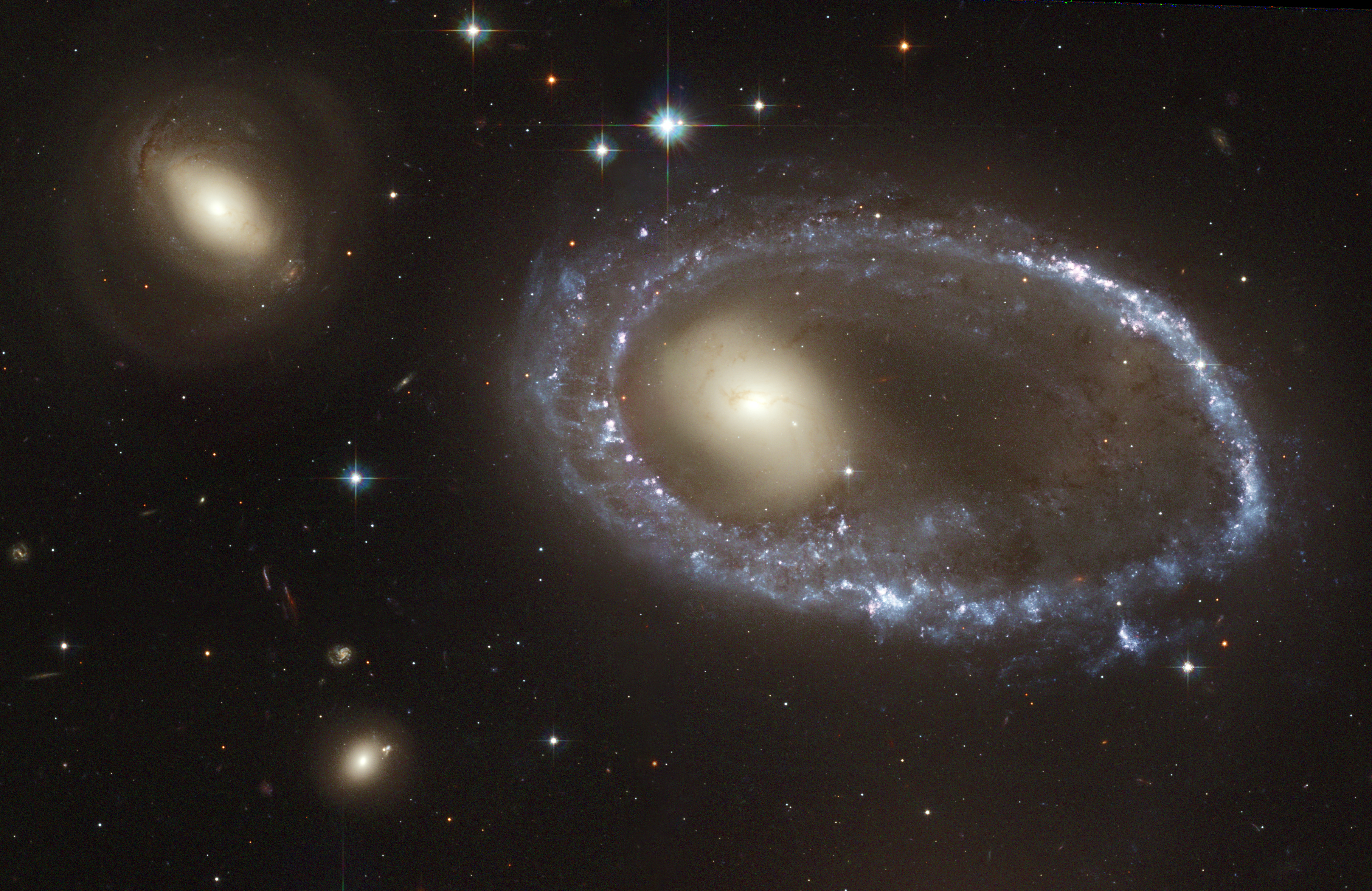
Az AM 0644–741 galaxis a Hubble űrtávcső felvételén

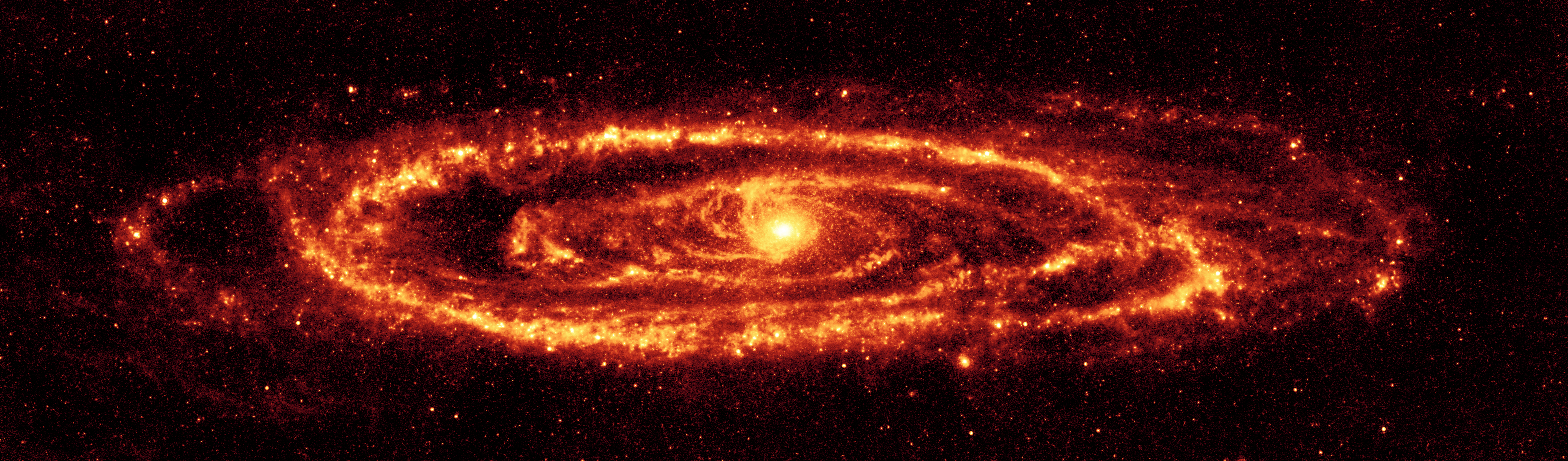
Az Androméda-galaxis infravörös képe, gyűrűs szerkezetekkel.

A gyűrűs galaxisok olyan galaxisok, melyek fő ismertetőjele a korong kerületén lévő, fényes, gyűrűs szerkezet, melynek közepén van a galaxis magja. Az ilyen objektumok valószínűleg a galaxisok közötti kölcsönhatások során, az árapály-erők hatására jönnek létre. Amikor egy kisebb galaxis nagy sebességgel átzuhan egy spirálgalaxison, a gravitációs kölcsönhatás csillagkeletkezési hullámot indít el a korongban, hasonlóan egy pocsolya felszínén terjedő hullámokhoz, amikor kavicsot dobunk bele. Az Androméda-galaxis infravörös képén is látszanak gyűrűs szerkezetek, ezért elképzelhető, hogy részt vett hasonló kölcsönhatásban.